# The Chanclettes
The Chanclettes és una companyia de teatre d'humor i cabaret amb base a Barcelona i 30 anys de trajectòria. Amb més de 2000 actuacions i aparicions en programes de televisó com La columna de Júlia Otero i Abierto al anochecer de Jordi González, han guanyat els premis Aplaudiment Sebastià Gasch (2000) i l'Aste Nagusia de Bilbao (2004).

## Història
Tete Portavella i Josep Coll, juntament amb uns amics del Casal Lambda de Barcelona creen The Chanclettes l'any 1994. El 1995 presenten el seu primer espectacle: Multimedias al Cafè Teatre El Llantiol. El boca-orella funciona i fan temporades a El Llantiol, Metro, Teatreneu, Bikini, Teatre Joventut, Club Capitol i gira per Catalunya i Espanya. El 1998 presenten «Les reines d'Orient… menudo Belén!» a El Llantiol i al 1999 al Club Capitol, després de participar tot l'estiu al programa de Tele5 Fiebre del domingo noche. El nou mil·lenni porta el premi Aplaudiment Sebastià Gasch 2000 i un xou en anglès «Gone with the wig» (Allò que la perruca s'endugué), que es converteix en un big success tant a The 13th Stockton international Riverside Festival com al Festival d'Edimburg Fringe 2001.
El 2001 el grup inicia una etapa televisiva estable en el programa de Júlia Otero a TV3 «La Columna» i a Antena 3 al programa «Abierto al anochecer» amb Jordi González al 2002. Estrenen «RGB», una triangular comèdia al Villarroel teatre, que esdevé un dels espectacles teatrals de més èxit a la ciutat i amb el qual la companyia finalment aconsegueix guanyar-se el respecte de la professió. El 2003 fan temporada a Madrid amb RGB. El 2004 presenten el nou xou Detritus còsmicus amb el qual fan una intensa gira d'estiu i obtenen el Premi Aste Nagusia 2004, atorgat per l'ajuntament de Bilbao.
Després d'un any sabàtic, l'estiu del 2006 es presenta a La Paloma el primer llibre produït pel grup: «Tirant lo fúcsia», escrit per Portavella i estrenen la seva Discomòbil, una versió d'una orquestra interactiva pel nou mil·lenni que esdevé l'èxit de nombroses festes majors a tota Catalunya. I donen la seva segona passa en el món de la cançó, versionant el tema «Angels» de Robbie Williams per a la marató de TV3.
El 2008 retornen als escenaris teatrals amb un espectacle de grans èxits: GOLD. Sis mesos de temporada reeixida a la sala Muntaner. Al 2010 porta la composició de l'himne del Pride Barcelona i Portavella accepta l'encàrrec del crear «Made in Paral·lel», amb el qual reobre El Molino de Barcelona. És tot un èxit, amb una indiscutible empremta xanclettera que es prorroga fins a l'estiu de 2011. Aquest any, en Portavella publica el seu segon llibre: «La tendresa del paper higiènic». El 2012, El Molino els reclama com a plat fort del 2n festival internacional de Burlesque de Barcelona i la bona sintonia fa que estrenin Les Golfes d'El Molino tots els dissabtes.
El 2013 no podia tenir millor inici. The Chanclettes parodien l'anunci «Envàs, on vas?» I el seu clip supera en pocs dies les 50.000 visites. Paral·lelament són el plat fort del Festival Còmic de Figueres i el Ple de Riure d'El Masnou. Després de l'estiu, es tanquen per produir un nou espectacle a mida per la sala Metro. On the Air La gran resposta del públic fa que prorroguin fins a finals del mes de gener del 2014.
Finalment, arribem als 20 anys. Es caragolen la xancleta a la perruca i ho celebren creant un nou espectacle més provocador i transgressor que mai: #DPutuCooL que arrasà a les taquilles de Barcelona, amb entrades exhaurides cada nit del 30 de juliol al 27 de setembre a El Molino, on tornen durant 4 mesos més del desembre fins al març de 2015. S'inicia aleshores l'exitosa gira, que encara continua,  per tota Catalunya amb un #DPutuCooL adaptat a la singularitat de cada vila, sent dels espectacles amb més alta ocupació de les programacions teatrals de les localitats visitades. La gira i la temporada a Madrid quedaren suspeses a l'estiu de 2017 per accident d'un dels components. L'octubre tornen a l'Eixample Teatre amb més força que mai amb el seu millor show.
En els seus espectacles apareixen sovint transvestits amb perruca i sabates de plataforma. Els seus integrants defineixen el seu estil com una barreja de Heidi, The Golden Girls, Sex and the City o Ningú no és perfecte.

## Espectacles
- 1995: Multimedias
- 1998: Les reines d'Orient… menudo Belén!
- 2000: Gone with the wig
- 2002: RGB, una triangular comèdia
- 2004: Detritus còsmicus
- 2008: GOLD
- 2013: On the Air
- 2014: #DPutuCooL

## Televisió
- 1997: El puente (Tele5)
- 1999: Fiebre del domingo noche (Tele5)
- 2001: La Columna (TV3)
- 2002: Abierto al anochecer (Antena3)

## Premis i reconeixements
- 2000 - Premi Aplaudiment Sebastià Gasch
- 2004 - Premi Aste Nagusia Bilbao